# Camerata Bariloche

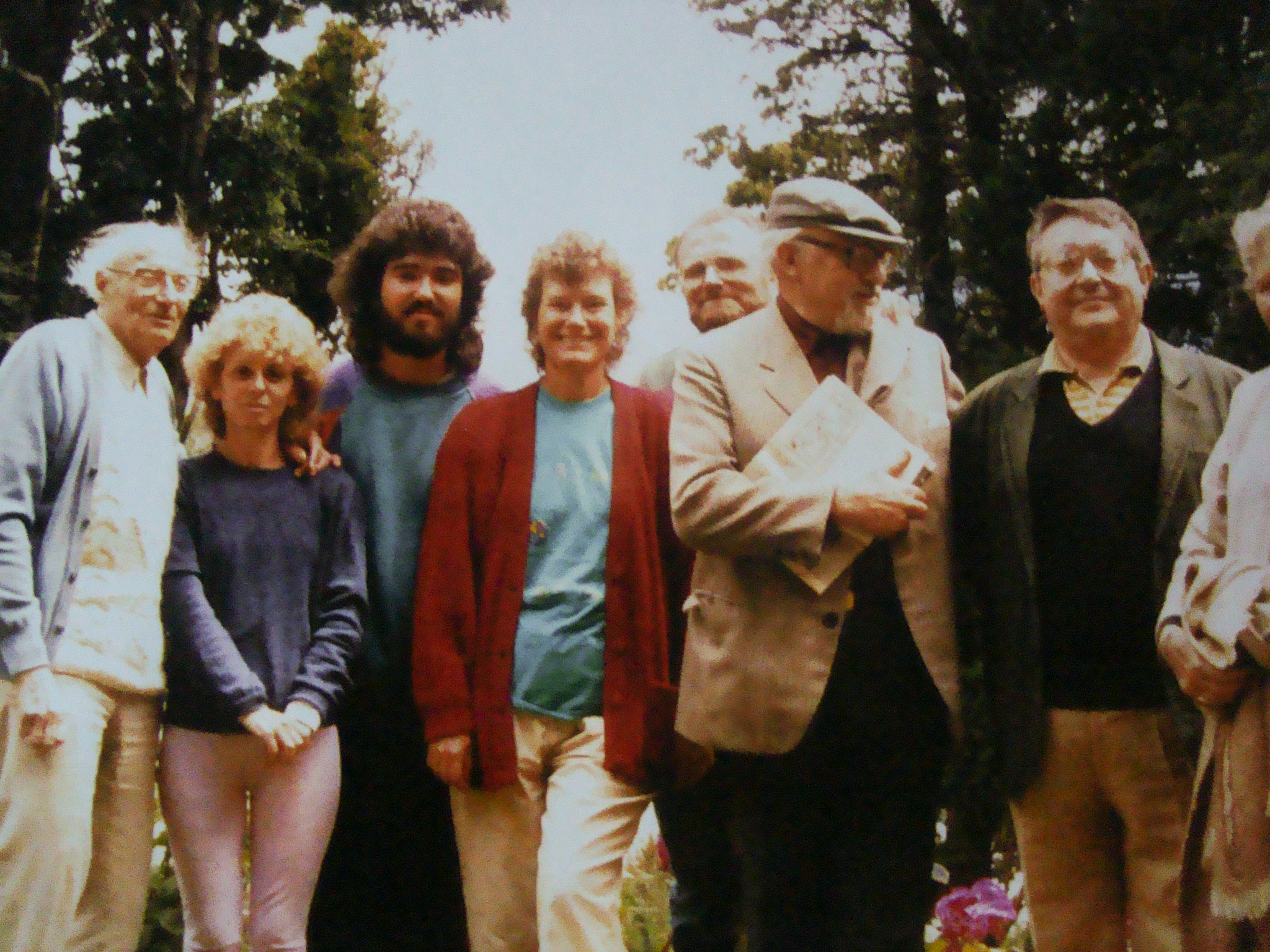
Mitglieder von Camerata Bariloche

Camerata Bariloche ist ein Kammermusik-Ensemble aus Argentinien. Es wurde 1967 gegründet.

## Gründung
Die Idee zur Gründung stammt von dem Dirigenten Alberto Lysy, der auch das „Festival de Música de Cámara“ in Buenos Aires mit einheimischen und ausländischen Musikern organisierte. Viele dieser Musiker nutzten den Aufenthalt in Argentinien auch, um in Bariloche als Dozenten Meisterkurse und Workshops zu geben. 
1967 organisierte Lysy eine Versuchsreihe mit diesen Musikern am Sitz der Fundación Bariloche in der Villa Soria Moria im Stadtteil Llao Llao und realisierte mit dem selbsternannten „Camerata Bariloche“ das erste Konzert in der „Biblioteca Sarmiento de Bariloche“ am 17. September 1967. 
Ursprünglich wurde die Camerata Bariloche von der Fundación Bariloche (Bariloche Stiftung) finanziert, sie wurde aber schon kurze Zeit später finanziell selbstständig. 
Seit seiner Gründung hat das Ensemble mehr als 2500 Konzerte realisiert und etwa 25 internationale Tourneen absolviert. Bisher erschienen 31 Schallplatten- und CD-Veröffentlichungen. Die Camerata Bariloche wurde in Argentinien mit dem „Premio Konex de Platino“ ausgezeichnet.

## Direktoren
Der erste Direktor war Alberto Lysy, ihm folgten Rubén González und Elías Khayat, seit 1992 ist Fernando Hasaj der Direktor. Das Ensemble besteht aus etwa 20 Musikern.

## Solisten
Die Camerata Bariloche spielte bisher mit bekannten Solisten zusammen wie Martha Argerich, Gerardo Gandini, Antonio Janigro, Cho-Liang Lin, Yehudi Menuhin, Astor Piazzolla, Jean-Pierre Rampal, Ljerko Spiller, Karl Richter, Mstislaw Rostropowitsch, János Starker, Jean-Yves Thibaudet, und Maxim Wengerow und Frederica von Stade. 

## Diskografie (Auswahl)
- Nostalgia (2008)
- Vivaldi/Albinoni/Sammartini (2004)
- Impressionen (2004)
- Barocke Instrumentalkonzerte (2000)
- Death of an Angel (1998)